# Епісклера
Епісклера (лат. lamina episcleralis) — зовнішній шар склери. Вона складається з пухкої сполучної тканини з переважанням еластичних волокон і прилягає до тенонової капсули.
Судинне сплетення, що розташоване між кон'юнктивою і склерою складається з двох шарів поверхневі та глибокі епісклеральні судини.

## Клінічне значення
Запалення цього відділу ока називається епісклеритом, часто виникає з невідомих причин, може рецидивувати. Запальні клітини при цьому виявляють в епісклері та теноновій капсулі.